# 马丁娜·瓦尔切皮纳
马丁娜·瓦尔切皮纳（義大利語：Martina Valcepina，1992年6月4日—），意大利女子短道速度滑冰运动员。她曾代表意大利参加2010年、2014年、2018年和2022年冬季奥林匹克运动会短道速度滑冰比赛，共获得兩枚银牌和一枚铜牌。